# 板倉俊彦
板倉 俊彦（いたくら としひこ、1946年1月24日 - 2018年）は、毎日放送（MBS）の元アナウンサー。

## 来歴・人物
東京都出身。血液型はA型。早稲田大学卒業後の1968年に、アナウンサーとして毎日放送（MBS）に入社した。同期入社のアナウンサーに、角淳一や青木和雄（現在はいずれもフリーアナウンサー）などがいる。元フジテレビのアナウンサー・松倉悦郎（現在は僧侶）とは、生年月日と出身大学が同じで、松倉とフジテレビでも同期だった逸見政孝や、アナウンサーとして福島テレビ（フジテレビ系列）に入社した原國雄、政治学者・大学教授の福岡政行とも大学の同級生であった。
毎日放送への入社当初から1980年代の前半までは、MBSラジオの『毎日放送日曜（土曜）競馬』で実況を務めていた。また、テレビ（MBSテレビ）・ラジオを問わず報道番組や生ワイド番組なども担当した。
阪神・淡路大震災の発生（1995年）時点では、アナウンサーとしての活動を続けながら、アナウンサー室アナウンス第一部長を兼務。1997年に広報室へ異動した後は、番組審議会事務局長を経て、2006年1月24日に定年で退職した。
なお、毎日放送在職中の2004年4月から2007年頃までは、社団法人デジタルラジオ推進協会大阪事務所事務局長を歴任。地上デジタル音声放送のPRを目的としたMBSラジオのスポットCMにも自ら出演していた。また、PHP研究所の研修用ビデオ「報・連・相」にも登場していた。

## エピソード
- 現在もMBSテレビで放送中のローカルニュース番組『MBSニュース』では、同局がNETテレビ（現在のテレビ朝日）の系列局であった1974年4月から、担当アナウンサーの顔出し出演を開始。その最初の放送として、板倉が『ANNニュース』（NET制作・ANN系列全国ネットのニュース番組）内のローカル差し替え枠（放送時間帯不詳）の担当を任された。当日は、『ANNニュース』が京都府知事選挙の開票速報をトップニュースで扱うことになったため、板倉が毎日放送千里丘放送センター（当時）内のニューススタジオから急遽同番組にも顔出しで出演。本番直前に自分の髪の乱れに気付いたため、スタジオ内のモニターを見ながら髪を櫛で梳いていたところ、その姿が全国向けトップニュースの冒頭に映るというハプニングに見舞われた[5]。
- 毎日放送の本社機能が千里丘放送センターにあった時期には、当時の自宅から同センターまでスクーターで通勤[6]。アナウンサー時代に公表していたプロフィールでは、自身を「ひょうきんニュース・キャスター」と名乗りながら、深夜に法定速度でスクーターを走らせることを趣味に挙げていた[7]。
- 1984年10月17日放送の『あどりぶランド』では、「肖像画が日本の紙幣に使われた著名人6名を現代に蘇らせる」との想定の下に、角・藤本永治・青木和雄・近藤光史・鎌田正明（いずれも当時は毎日放送アナウンサー）との共演で「旧札vs新札」という討論企画を実施。この企画によって、同局のアナウンサー室は、1984年度のアノンシスト賞でグランダ・プレミオ（大賞）を受賞した[8]。

## 毎日放送アナウンサー時代の出演番組
テレビ
- MBSニュース（随時）
- ファミリースタジオ230[1]
- 大阪株式市況（キャスター）[1]
- 生です!心斎橋!!
- あどりぶランド（「板倉ちゃん」の愛称で親しまれた）[1]
- わたしたちの近畿（ナレーター）
- すてきな出逢い いい朝8時（全国ネット、番組内の生CMに出演）[1]
- 真珠の小箱
- 毎日新聞テレビ夕刊[1] ほか

ラジオ
- 毎日ニュース（随時）
- 毎日放送日曜（土曜）競馬（実況担当）
- MBSジャンボサタデー[1]
- グアムグアムリクエスト
- 歌謡フラッシュ
- 歌うハイウエイ（月・火曜パーソナリティ）
- 歌謡ゴーゴーファイブ[1]
- 毎日放送ラジオ大通り[1]
- MBSイブニングレーダー（ニュースキャスター）[1]